# Guy de Fos
Guy ou Gui, seigneur de Fos est le second seigneur de Fos-sur-Mer.

## Biographie
Guy de Fos est fils du premier seigneur de Fos, Pons de Fos. Il fut seigneur de Fos, et vu à la cour du compte de Provence, en 1038.
Il fut marié à Astrude et eut au moins trois enfants, Rostaing de Fos, Amiel et Gui II.